# Aleksandyr Szałamanow
Aleksandyr Stefanow Szałamanow (bułg. Александър Стефанов Шаламанов, ur. 4 września 1941 w Bryszlanicy, zm. 25 października 2021 w Sofi) – bułgarski piłkarz grający na pozycji obrońcy, narciarz alpejski.

## Kariera
Karierę piłkarską rozpoczął w CSKA Sofia (1960–1961). W 1961 roku przeniósł się do Sławii Sofia, w której występował do 1974 roku. W ciągu trzynastu lat zdobył z nią trzykrotnie Puchar Armii Sowieckiej (1963, 1964 i 1966) oraz dotarł do półfinału Pucharu Zdobywców Pucharu (1967). W barwach Sławii rozegrał w ekstraklasie 263 mecze. Dwukrotnie, w 1963 i 1966 roku, otrzymał nagrodę dla najlepszego piłkarza ligi, także dwa razy był laureatem wyróżnienia dla najlepszego sportowca Bułgarii (1967 i 1973).
Z reprezentacją Bułgarii, w której barwach wystąpił w 42 meczach, brał udział w mundialach 1966 i 1970.
Oprócz piłki nożnej uprawiał także narciarstwo alpejskie. Wystąpił między innymi na igrzyskach olimpijskich w Squaw Valley w 1960 roku, gdzie zajął 47. miejsce w zjeździe i 37. miejsce w gigancie, a slalomu nie ukończył.
Jego syn Stefan Szałamanow również był alpejczykiem.